# Santi Vitale, Valeria, Gervasio e Protasio (titolo cardinalizio)
Il titolo cardinalizio di San Vitale, Valeria, Gervasio e Protasio martiri in Fovea al Quirinale (in latino Titulus Sancti Vitalis) è un titolo antichissimo, attestato dalla fine del III secolo con il nome di titulus Vestinae.
Dal 26 novembre 1994 il titolare è il cardinale Adam Joseph Maida, arcivescovo emerito di Detroit.

## Storia
Secondo il Liber Pontificalis, il titulus Vestinae, corrispondente all'odierna basilica di San Vitale nel rione Monti al Quirinale. La basilica imperiale di San Vitale al Quirinale, edificata nel 386 è la prima basilica cristiana pubblica con battistero (ancora non ritrovato) non fondata su templi pagani preesistenti, menzionata nel Liber Pontificalis, edificata dall'Imperatore Teodosio per volontà di sant'Ambrogio di Milano, in onore del ritrovamento miracoloso dei corpi di Gervasio e Protasio martiri a Milano. Fu consacrata da papa Innocenzo I (401-417), come ringraziamento della munificenza della ricca matrona romana chiamata Vestina amica di Sant'Ambrogio. Il titolo è attestato per la prima volta durante il sinodo romano del 499, dove furono tre i preti presenti del titulus Vestinae, Celio Ianuario, Sorano e Opilio. Un secolo dopo, al sinodo romano del 595 fu rappresentato da due sacerdoti, Giovanni e Espettato, ma menzionato con il nome semplice di San Vitale.
Secondo il catalogo di Pietro Mallio, stilato sotto il pontificato di papa Alessandro III (1159-1181), il titolo era collegato alla Basilica di Santa Maria Maggiore ed i suoi sacerdoti vi celebravano messa a turno.
Nel 1596, poiché la chiesa fu affidata ai gesuiti che la fecero diventare la sede del noviziato il titolo fu soppresso da papa Clemente VIII, per poi essere restaurato il 16 dicembre 1880 da papa Leone XIII.

## Titolari
- Celio Ianuario, Sorano e Opilio (attestati nel 499)
- Giovanni e Espettato (attestati nel 595)
- Cristoforo (attestato nel 761)[2]
- Adriano (attestato nell'853)[3]
- Giovanni Castroceli, O.S.B. (18 settembre 1294 - 22 febbraio 1295 deceduto)
  - Vacante (1295 - 1305)
- Pierre de la Chapelle Taillefer (15 dicembre 1305 - dicembre 1306 nominato cardinale vescovo di Palestrina)
  - Vacante (1306 - 1312)
- Jacques d'Euse (23 dicembre 1312 - 1313 nominato cardinale vescovo di Porto e Santa Rufina, poi eletto Papa Giovanni XXII)
  - Vacante (1313 - 1320)
- Bertrand de La Tour, O.Min. (20 dicembre 1320 - giugno 1323 nominato cardinale vescovo di Frascati)
  - Vacante (1323 - 1327)
- Jean-Raymond de Comminges (18 dicembre 1327 - 1331 nominato cardinale vescovo di Porto e Santa Rufina)
  - Vacante (1331 - 1342)
- Élie de Nabinal, O.Min. (20 settembre 1342 - 13 gennaio 1348 deceduto)
- Niccolò Capocci (17 dicembre 1350 - 1361 nominato cardinale vescovo di Frascati)
  - Vacante (1361 - 1371)
- Guillaume de Chanac, O.S.B. (30 maggio 1371 - 21 novembre 1383 nominato cardinale vescovo di Frascati)
  - Jean de Murol (17 luglio 1385 - 10 febbraio 1399 deceduto), pseudocardinale dell'antipapa Clemente VII
- Peter von Schaumberg (8 gennaio 1440 - 12 aprile 1469 deceduto)
  - Vacante (1469 - 1473)
- Ausias Despuig (17 maggio 1473 - 12 dicembre 1477 nominato cardinale presbitero di Santa Sabina)
- Cristoforo della Rovere (12 dicembre 1477 - 1º febbraio 1478 deceduto)
- Domenico della Rovere (10 febbraio 1478 - 13 agosto 1479 nominato cardinale presbitero di San Clemente)
- Ferry de Clugny (giugno 1480 - 7 ottobre 1483 deceduto)
- Juan Margarit i Pau (15 novembre 1483 - 17 marzo 1484 nominato cardinale presbitero di Santa Balbina)
  - Vacante (1484 - 1489)
- Giovanni Conti (9 marzo 1489 - 20 ottobre 1493 deceduto)
  - Vacante (1493 - 1496)
- Raymond Pérault, diaconia pro illa vice (1496 - 29 aprile 1499); in commendam (29 aprile 1499 - 5 settembre 1500 deceduto)
- Jaime Serra i Cau (5 ottobre 1500 - 28 giugno 1502 nominato cardinale presbitero di San Clemente)
- Giovanni Stefano Ferrero (28 giugno 1502 - 22 dicembre 1505 nominato cardinale presbitero dei Santi Sergio e Bacco)
- Antonio Ferrero (17 dicembre 1505 - 1º agosto 1507 dimesso)
- René de Prie (7 novembre 1509 - 17 marzo 1511 nominato cardinale presbitero di Santa Sabina)
- Antonio Maria Ciocchi del Monte (17 marzo 1511 - 14 luglio 1514 nominato cardinale presbitero di Santa Prassede)
  - Vacante (1514 - 1517)
- Francesco Conti (6 luglio 1517 - 29 giugno 1521 deceduto)
  - Vacante (1521 - 1528)
- Marino Grimani (7 febbraio 1528 - 3 marzo 1533 nominato cardinale presbitero di Santa Maria in Trastevere)
- Esteban Gabriel Merino (3 marzo 1533 - 5 settembre 1534 nominato cardinale presbitero dei Santi Giovanni e Paolo)
- Giovanni Fisher (31 maggio 1535 - 22 giugno 1535 decapitato)
- Gasparo Contarini (19 settembre 1535 - 15 gennaio 1537 nominato cardinale presbitero di Santa Balbina)
- Giovanni Maria Ciocchi del Monte (15 gennaio 1537 - 11 ottobre 1542 nominato cardinale presbitero di Santa Prassede, poi eletto papa Giulio III)
- Giovanni Gerolamo Morone (16 ottobre 1542 - 25 febbraio 1549 nominato cardinale presbitero di Santo Stefano al Monte Celio)
- Filiberto Ferrero (10 maggio 1549 - 14 agosto 1549 deceduto)
- Giovanni Ricci (4 dicembre 1551 - 30 gennaio 1566 nominato cardinale presbitero di Sant'Angelo in Pescheria)
- Alvise Pisani (8 febbraio 1566 - 2 giugno 1568 nominato cardinale presbitero di San Marco)
- Luigi Cornaro (2 giugno 1568 - 9 febbraio 1569 nominato cardinale presbitero di San Clemente)
- Gaspar Cervantes de Gaete (9 giugno 1570 - 16 giugno 1570 nominato cardinale presbitero di San Martino ai Monti)
- Pierdonato Cesi (16 giugno 1570 - 28 maggio 1584 nominato cardinale presbitero di Sant'Anastasia)
- Costanzo Torri da Sarnano, O.F.M.Conv. (14 gennaio 1586 - 20 aprile 1587 nominato cardinale presbitero di San Pietro in Montorio)
- Antonio Maria Sauli (15 gennaio 1588 - 14 gennaio 1591 nominato cardinale presbitero di Santo Stefano al Monte Celio)
  - Vacante (1591 - 1596)
  - Titolo soppresso (1596 - 1880)
- Andon Bedros IX Hassoun (16 dicembre 1880 - 28 febbraio 1884 deceduto)
- Guglielmo Massaia, O.F.M.Cap. (13 novembre 1884 - 6 agosto 1889 deceduto)
- Albin Dunajewski (4 giugno 1891 - 18 giugno 1894 deceduto)
  - Vacante (1894 - 1902)
- Jan Maurycy Paweł Puzyna de Kosielsko (9 giugno 1902 - 8 settembre 1911 deceduto)
  - Vacante (1911 - 1914)
- Louis Nazaire Bégin (28 maggio 1914 - 19 luglio 1925 deceduto)
- Vicente Casanova y Marzol (17 dicembre 1925 - 23 ottobre 1930 deceduto)
  - Vacante (1930 - 1935)
- Karel Boromejský Kašpar (19 dicembre 1935 - 21 aprile 1941 deceduto)
- Manuel Arce y Ochotorena (22 febbraio 1946 - 16 settembre 1948 deceduto)
- Benjamín de Arriba y Castro (29 ottobre 1953 - 8 marzo 1973 deceduto)
  - Vacante (1973 - 1977)
- František Tomášek (27 giugno 1977 - 4 agosto 1992 deceduto)
- Adam Joseph Maida, dal 26 novembre 1994